# Perła (poemat)
Perła (ang. Pearl) – średniowieczny angielski poemat aliteracyjny o treści religijnej. Utwór datowany jest na XIV wiek. Jego treść znana jest z manuskryptu Cotton Nero A.x, zawierającego także poematy Pan Gawen i Zielony Rycerz, Czystość i Cierpliwość. Przyjmuje się, że wszystkie cztery utwory są dziełem jednego, anonimowego twórcy.

## Budowa poematu
Perła składa się ze 101 strof, liczących po 12 wersów każda. Ostatnie słowo każdej strofy pojawia się w pierwszym wersie następnej strofy. Wers występujący w Perle jest wersem francuskim, częściowo zmodyfikowanym na potrzeby języka angielskiego i angielskiej tradycji poetyckiej. W każdym wersie występuje układ rymów a b a b a b a b b c b c.
Aliteracja w Perle jest stosowana bardzo niekonsekwentnie, pełni jedynie rolę ozdobnika nieodgrywającego większej roli w strukturze poematu. Aliteracja występuje także w sylabach nieakcentowanych. 1/4 wersów Perły jest w ogóle pozbawiona aliteracji.

## Treść
Tekst Perły składa się z trzech części:
- Bohater rozpacza po stracie Perły, po czym zasypia;
- Wizja cudownego miejsca, w którym bohater spotyka piękną dziewczynę będącą Perłą. Ta poucza go, zarzucając mu brak pokory i ufności Bogu i mówi, że jest teraz narzeczoną Baranka;
- Wizja Nowej Jerozolimy i przebudzenie.

Zdaniem części badaczy (Morris, Gollancz, Osgood) dziewczyna będąca Perłą jest córką autora poematu, który miał być elegią na jej śmierć. Według innej hipotezy (Schofield, Garrett, Greene) dziewczyna jest tylko alegorią symbolizującą czystość.

## Polskie wydanie
W 1997 roku utwór ukazał się w polskim tłumaczeniu w zbiorze Pan Gawen i Zielony Rycerz; Perła; Król Orfeo. Przekładu dokonał Andrzej Wicher, opierając się na tłumaczeniu J.R.R. Tolkiena. 
Fragmenty poematu przełożył na potrzeby antologii Poeci języka angielskiego (tom I, Warszawa 1969) wierszem aliterowanym Maciej Słomczyński.